# Robert F. DeBrake
Robert F. DeBrake (* 9. Januar 1927; † 7. September 1951 in Potsdam) ist ein Todesopfer des DDR-Grenzregimes vor dem Bau der Berliner Mauer. Der Sergeant der US Army wurde am 6. September in Teltow von einem Grenzpolizisten angeschossen und ist am folgenden Tag im sowjetischen Militärkrankenhaus in Potsdam an seinen Verletzungen gestorben.

## Todesumstände
Robert F. DeBrake, Sergeant der 7852nd Quartermaster Service Company, stammte aus Antioch (Kalifornien). Am 6. September 1951 gegen 20:45 Uhr überquerte DeBrake in seinem Auto, aus Lichterfelde-Süd kommend, die Grenze vom amerikanischen Sektor West-Berlins und der zur DDR gehörenden Gemeinde Teltow und näherte sich einem Kontrollpunkt der Grenzpolizei. Einer der Grenzpolizisten forderte DeBrake zum Halten auf, was dieser ignorierte. Als er DeBrake darauf hinwies, dass er sich auf dem Territorium der DDR befinde, habe dieser erwidert, er sei noch in West-Berlin, und fuhr langsam weiter. Inzwischen befand er sich mehr als 20 Meter auf DDR-Gebiet. DeBrake rief dem Grenzposten nach dessen Aussage zu, er solle weggehen, oder er würde schießen. Nachdem DeBrake mehrere Halterufe ignorierte, gab der Grenzpolizist, aus der Hüfte zielend, einen Schuss in den Wagen ab, der DeBrake in der Hüftgegend traf. Mit Unterstützung zweier Kameraden zog der Schütze den verletzten DeBrake aus dem Wagen und leistete erste Hilfe. Wenig später tauchten sowjetische Soldaten auf, die DeBrake zu ihrem Bataillonsstandort in Teltow brachten, wo er verbunden wurde. Im sowjetischen Militärkrankenhaus Potsdam erlag Sergeant Robert F. DeBrake am nächsten Tag seinen Verletzungen. DeBrake wurde auf dem Golden Gate National Cemetery in San Bruno in Kalifornien bestattet.
Die Kriminalabteilung der Grenzpolizei, das MfS Potsdam und die sowjetischen Besatzungsbehörden ermittelten. Eine Kommission aus amerikanischen und sowjetischen Offizieren stellte fest, dass DeBrake sich eindeutig auf dem Territorium der DDR befunden hatte. Die Ermittlungen der Kriminalabteilung der Grenzpolizei ergaben, dass DeBrake die schlecht gekennzeichnete Grenze in der Dunkelheit vermutlich versehentlich überquert hatte. Es wurde keine Waffe bei ihm gefunden.
Die sowjetische Stadtkommandantur bzw. der Beauftragte der Sowjetischen Kontrollkommission in Berlin, Sergej A. Dengin, sprach dem amerikanischen Stadtkommandanten sein Beileid aus, entschuldigte sich offiziell bei ihm und versicherte ihm, der Todesschütze werde zur Verantwortung gezogen. Nach dem Vorfall wurde die Grenze an der Stelle deutlicher sichtbar gemacht.